# نيك ستال
نيك ستال (بالإنجليزية: Nick Stahl)‏ ممثل أمريكي من مواليد 5 ديسمبر 1979.

## مواقع خارجية
- نيك ستال على موقع IMDb (الإنجليزية)
- نيك ستال على موقع روتن توميتوز (الإنجليزية)
- نيك ستال على موقع ألو سيني (الفرنسية)
- نيك ستال على موقع ميوزك برينز (الإنجليزية)
- نيك ستال على موقع أول موفي (الإنجليزية)
- نيك ستال على موقع قاعدة بيانات الأفلام السويدية (السويدية)
- نيك ستال على موقع إن إن دي بي (الإنجليزية)
- نيك ستال على موقع قاعدة بيانات الفيلم (الإنجليزية)
- نيك ستال على موقع كينوبويسك (الروسية)